# Сокаль (станція)
Сока́ль — проміжна, стикова між Львівською та Рівненською дирекціями Львівської залізниці залізнична станція Львівської залізниці на неелектрифікованій лінії Ковель — Сапіжанка між станціями Іваничі (24,5 км) та Червоноград (8 км). Розташована в селищі Жвирка Шептицького району Львівської області, поблизу однойменного міста.

## Історія
Станція відкрита 23 листопада 1887 року в складі залізничної лінії Ярослав — Сокаль.

Історичні світлини станції Сокаль
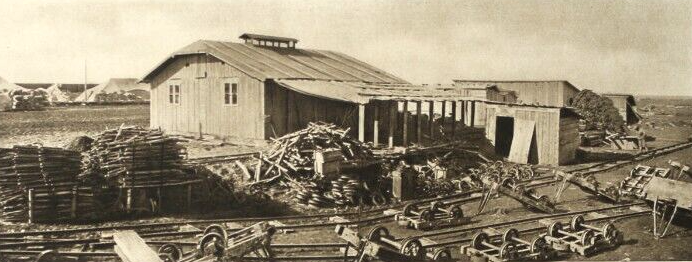
Станція Сокаль (1914)
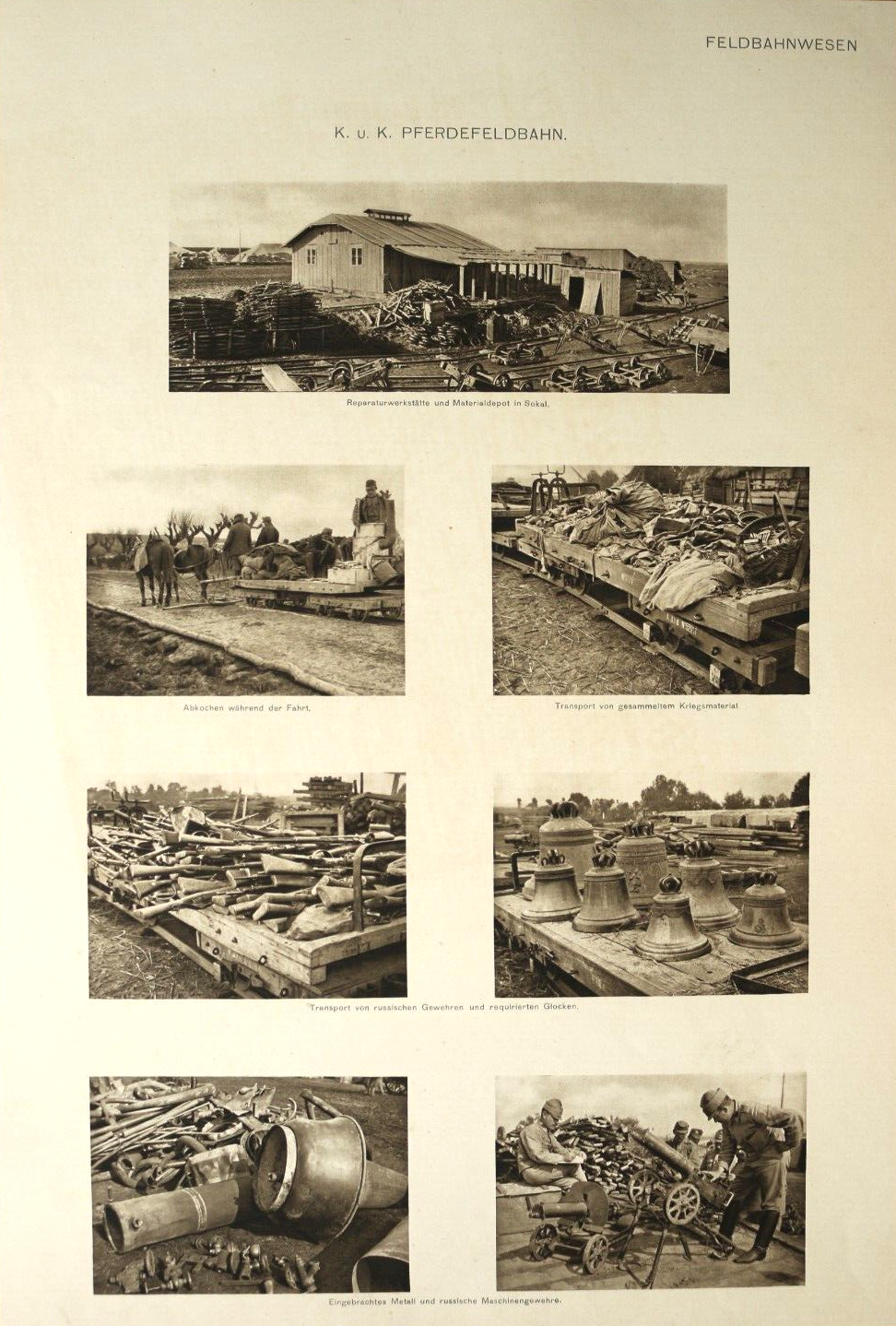
Ремонтна майстерня та речовий склад у Сокалі, склад реквізовано військового майна, російських гвинтівок та кулеметів, церковних дзвонів, металовиробів

Первинно станція була тупиковою, проте, після прокладання під час Першої світової війни залізниці з Володимира-Волинського, перетворилася на проміжну.
18 червня 2025 року на станції Сокаль сталася пожежа в приміському дизель-поїзді ДР1А217-1, в якому зайнявся моторний відсік на площі 15 кв². Пожежники врятували локомотив та два  вагони дизель-поїзда.

## Пасажирське сполучення
На станції Сокаль зупиняється поїзд далекого сполучення № 113/114 Харків — Київ — Львів. До 2024 року курсував поїзд № 131/132 сполученням Дніпро — Київ — Львів (за особливим графіком).
До російського вторгнення в Україну через станцію курсував нічний швидкий поїзд «Галичина» № 142/141 сполученням Львів — Бахмут.
Приміське сполучення здійснюється поїздами, що прямують за маршрутами Сокаль — Львів та Шептицький — Ковель.